# Naazi Jaan
Naazi Jaan (pers: نازی جان) är ett album av den afghanske sångaren Qader Eshpari, utgivet 2005.

## Låtlista
1. "Naazi Jaan"
2. "Malik Jaan"
3. "Anaaree Rang"
4. "Mayrawee"
5. "Kaakol"
6. "Tawalodi"
7. "Ghazal"
8. "Herat"
9. "Mobaarak Baadaa"
10. "Baaman Bekhan"
11. "Estalif Maa"
12. "Wro Wo za"
13. "Darya Wahee"